# عاصی‌آباد
عاصی‌آباد (به لاتین: Asiabad) یک منطقهٔ مسکونی در افغانستان است که در ولایت سمنگان واقع شده‌است.